# Битва при Косю-Кацунуме

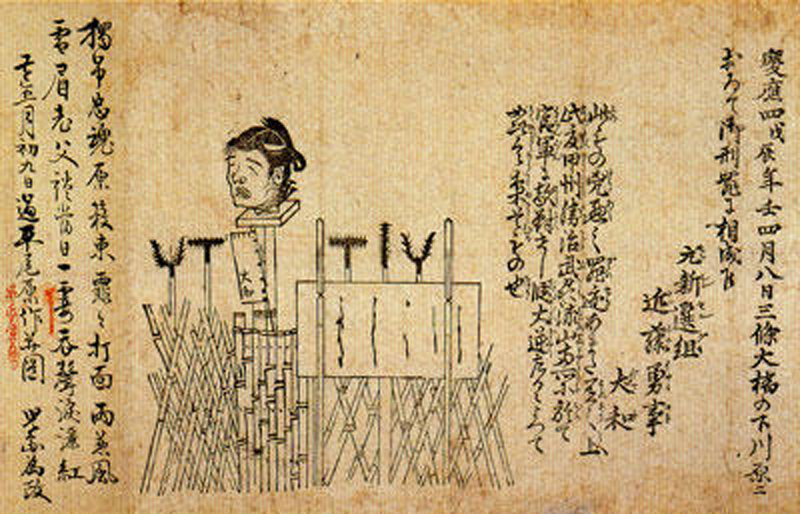
Обезглавливание Кондо Исами после битвы при Коcю-Кацунума. Газета 1868 года.

Битва при Косю-Кацунума — битва между проимперскими силами и силами сёгуната Токугава во время войны Босин в Японии. Битва последовала за битвой при Тоба-Фусими 29 марта 1868 года.

## Прелюдия
После разгрома сил сегуната Токугава в битве при Тоба-Фусими имперские войска (состоящие из феодальных армий княжеств Тёсю, Сацума и Тоса) разделились на три колонны, которые продвигались на северо-восток к столице Токугава Эдо по каждой из трех основных магистралей: Токайдо, Накасэндо и Хокурикудо.
Тем временем Кондо Исами, лидер Синсэнгуми, отступил в Эдо после битвы при Тоба-Фусими. Вернувшись в Эдо, он встретился с военачальником сегуна Кацу Кайсю. Кондо создал новое подразделение, основанное на уцелевших остатках Синсэнгуми, под названием Койо Чинбутай (甲陽鎮撫隊, Корпус умиротворения), и они покинули Эдо 24 марта.

## Битва
Императорская армия первой достигла крепости Токугава Кофу и с боем заняла её. Затем императорская армия встретилась с войсками сегуна в битве при Кацунуме (ныне часть Косю, Яманаси) 29 марта. Превосходящие силы сегуна 10:1 потерпели поражение, потеряв 179 человек. Оставшиеся в живых, включая Кондо, попытались бежать в Айдзу через провинцию Сагами, которая все еще контролировалась хатамото, сторонниками Сёгуната Токугавы.

## Последствия
Кондо Исами чудом избежал этой битвы, но вскоре был взят в плен при Нагареяме, Тиба. Вскоре после этого он был обезглавлен новым правительством в Итабаси. Битва при Косю-Кацунума была последним значительным военным сражением в центральной части Хонсю во время Войны Босин, а смерть Кондо Исами еще больше деморализовала сторонников Токугавы, что привело к сдаче замка Эдо без кровопролития позже в том же году.